# NGC 550
NGC 550 é uma galáxia espiral (Sa) localizada na direcção da constelação de Cetus. Possui uma declinação de +02° 01' 20" e uma ascensão recta de 1 horas, 26 minutos e 42,4 segundos.
A galáxia NGC 550 foi descoberta em 8 de Outubro de 1785 por William Herschel.